# Олга Поповић
Олга Поповић (Београд, 21. септембар 1978) српска је певачица и виолинисткиња. Завршила је Факултет музичке уметности. Чланица је група „Кики Лесендрић и пилоти“ и „Ад хок оркестра“ (пратећег састава Жељка Јоксимовића).

## Биографија
Са три године је постала члан хора Колибри, са шест уписује музичку школу "Коста Манојловић", а 2008. године је дипломирала виолину на Факултету музичке уметности у Београду.
Године 2004. побеђује у такмичењу "3К дур", а 2008. постаје стални члан групе "Кики Лесендрић и Пилоти".
2008. године наступа у оквиру пратећег састава Здравка Чолића, а у периоду од 2008. до 2010. део је пратећег састава Тонија Цетинског у оквиру турнеје "Фурија" (Пула, Загреб, Београд).
2012. године постаје члан пратећег састава Жељка Јоксимовића, "Ад Хок Оркестра", чија је песма Није љубав ствар освојила 3. место на избору за Песму Евровизије.
На том наступу, певала је и свирала виолину. 
2015. године снима неколико песама (глас и виолина) за филм "Бићемо прваци света" за који је музику радио Кики Лесендрић.
У филму се појављује у улози аргентинске певачице.
2016. издаје сингл "До крви" за који је музику радио Кики Лесендрић. 2019. године, по други пут учествује на избору за "Песму Евровизије" као члан пратећег састава Невене Божовић, а 2021. године, и трећи пут, као део пратећег састава групе "Hurricane".